# Хорнби (замок, Норт-Йоркшир)
Хорнби (англ. Hornby Castle) — старинный замок, на окраине Уэнслидейла, между городами Бидейл и Лейбёрн, в графстве Северный Йоркшир, Англия, Великобритания. Внесён в список памятников архитектуры I степени. Впервые упоминается в документах XIV века, позднее не раз перестраивался. Самые масштабные реконструкции проходили в XV, XVIII и XX веках. Нынешнее здание представляет собой южную часть более крупного замкового комплекса. Однако все прочие сооружения были снесены в ходе очередной реконструкции.

## История

### Ранний период

Герб рода Дарси, графов Граф Холдернесс

Первая укреплённая усадьба на этом месте появилась не позднее XIV века. Из фортификационных сооружений точно имелась каменная башня. Из сохранившихся документов известно, что в то время замок Хорнби принадлежал семье Сент-Квинтин. В честь владельцев главная башня (донжон) получила название Сент-Квинтинс. Земли и постройки перешли в собственность другого дворянского рода, когда замок стал приданым Маргариты Квинтин, которая вышла замуж за Джона Коньерса (умер в 1422 году).
В XV веке Уильям Коньерс (1468–1524) не только получил титул 1-го барона Коньерса, но и значительно перестроил крепость. Из старых сооружений он сохранил только башню Сент-Квинтинс (к сожалению в 1927 году её снесли). Ему наследовал сын Кристофер Коньерс (1491–1538).

### Эпоха Ренессанса
После смерти в 1557 году Джона Коньерса, (1524–1557) 3-го барона Коньерса, сына Кристофера, поместье перешло к его дочери Элизабет. Замок второй раз в истории стал приданым. Элизабет вышла замуж за Томаса Дарси, который и стал новым владельцем комплекса. Новым собственником комплекса стал их сын Коьерс Дарси (1570–1653). Томас происходил из влиятельного рода Дарси. Вскоре собственники замка обрели титул графа Холдернесса. Коньерс Дарси, 2-й граф Холдернесс (1622–1692), внук барона Коньерса Дарси, был избран депутатом парламента от Боробриджа в 1660 году и от Йоркшира в 1661 году.
Во время Гражданской войны в Англии (1639–1660) имение Хорнби было захвачено полковником Ральфом Эшетоном, главнокомандующим парламентскими силами в Северном Ланкашире. Однако его приказ о штурме собственно замка так и не был выполнен. В итоге комплекс остался неповреждённым.

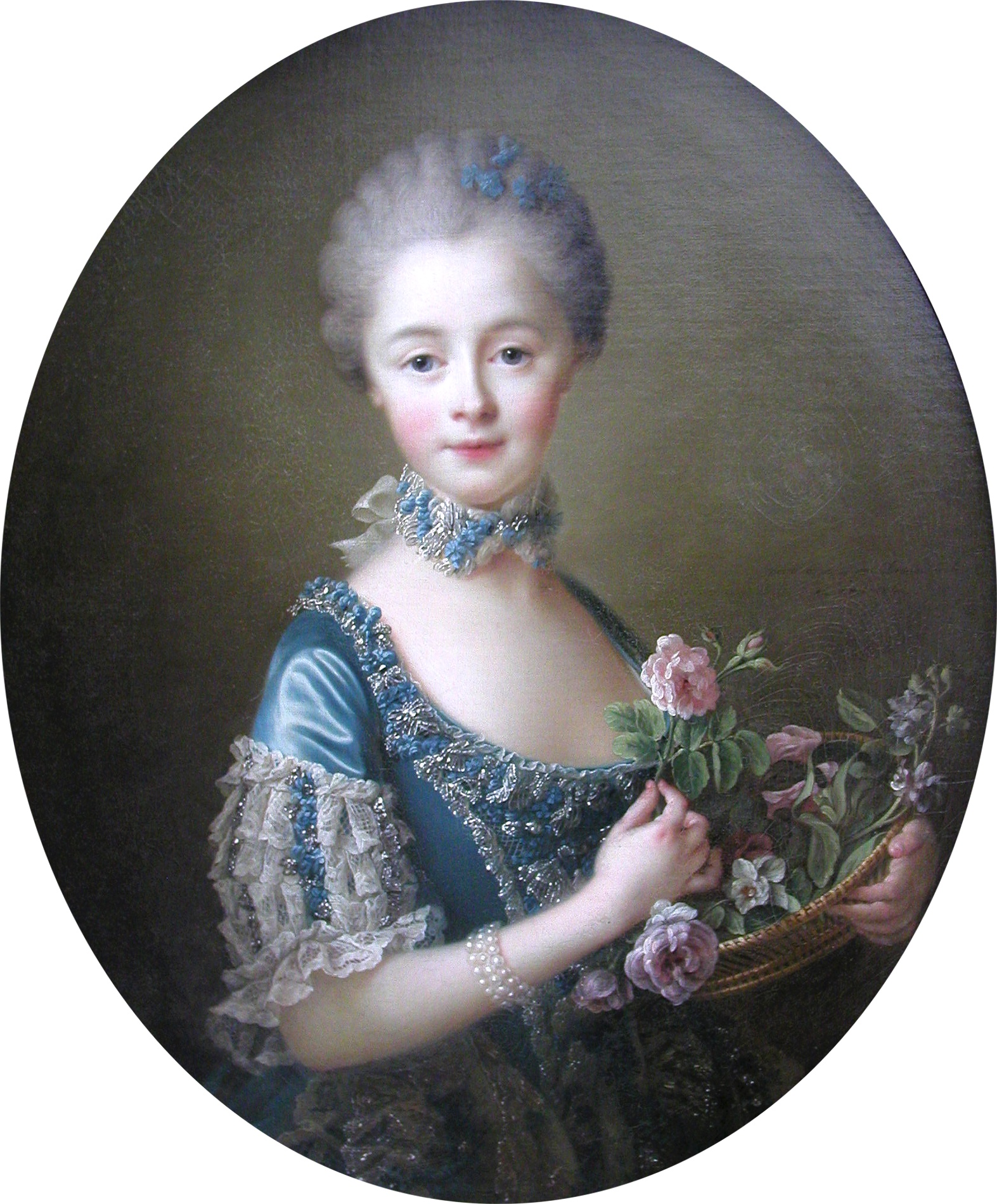
Лсборн, Амелия (баронесса)

### XVIII век
Замок был радикально перестроен в 1760-х годах. Инициатором стал Роберт Дарси (1718–1778), 4-й граф Холдернесс. Проект подготовил архитектор Джон Карр из Йорка. Работы в основном велись в южной части комплекса. Восточная часть осталась прежней (снесена в 1930-х годы).
Роберт Дарси не имел сыновей. Но у него была дочь Амелия (1754–1784), баронесса Дарси и баронесса Коньерс. Так замков третий раз стал приданым. Амелия вышла замуж за Фрэнсиса Осборна (1751–1799), маркиза Кармартенского, впоследствии ставшего 5-м герцогом Лидским. Он собрал в Хорнби богатую коллекцию мебели начала XVII века из нескольких своих имений. Впоследствии многие предметы были зарисованы и появились на иллюстрациях в книгах Перси Маккойда. После смерти Амелии в 1784 году поместье перешло к её сыну Джорджу Осборну (1775–1838), 6-му герцогу Лидскому.

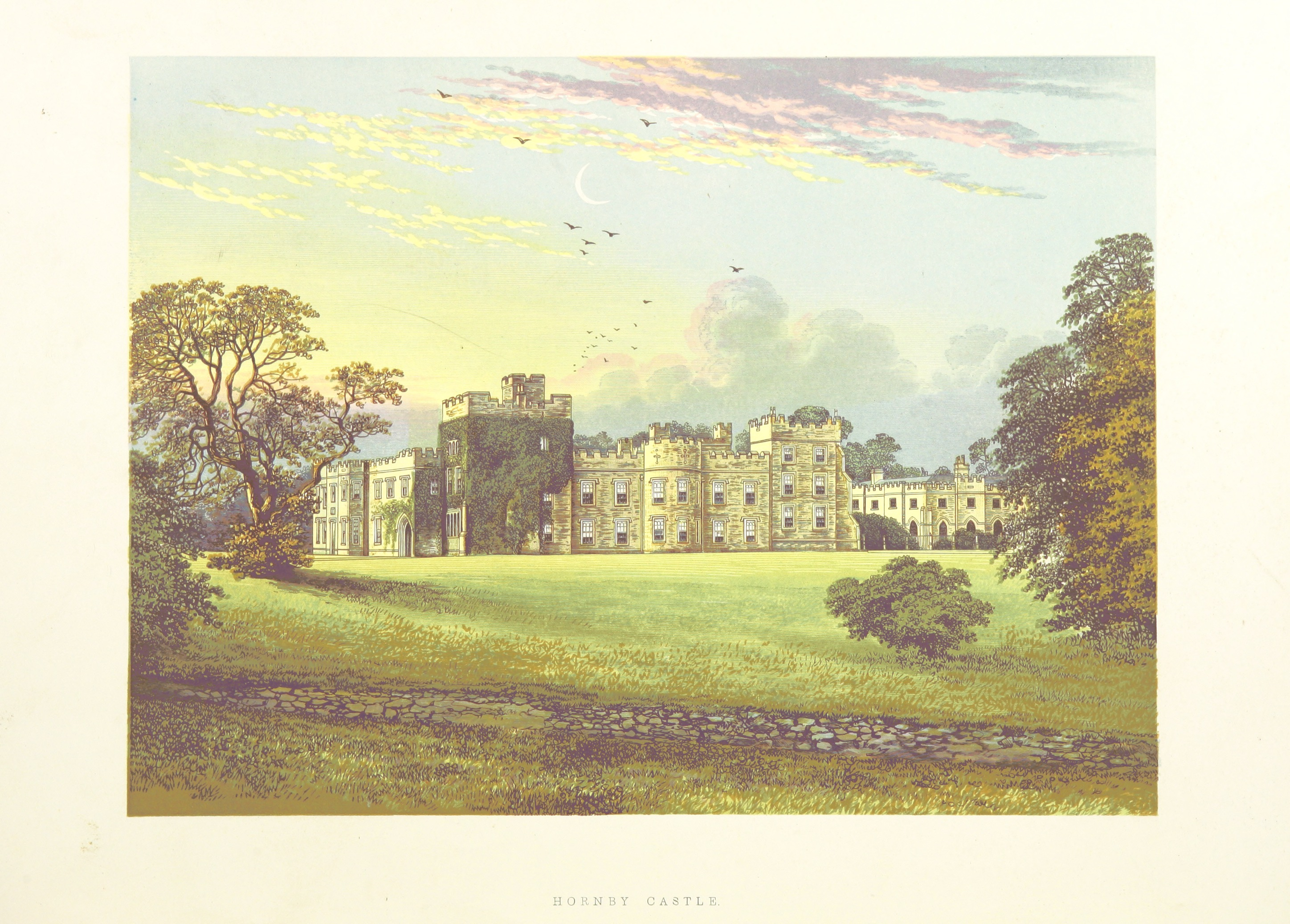
Замок на акварели 1880 года

### XIX век

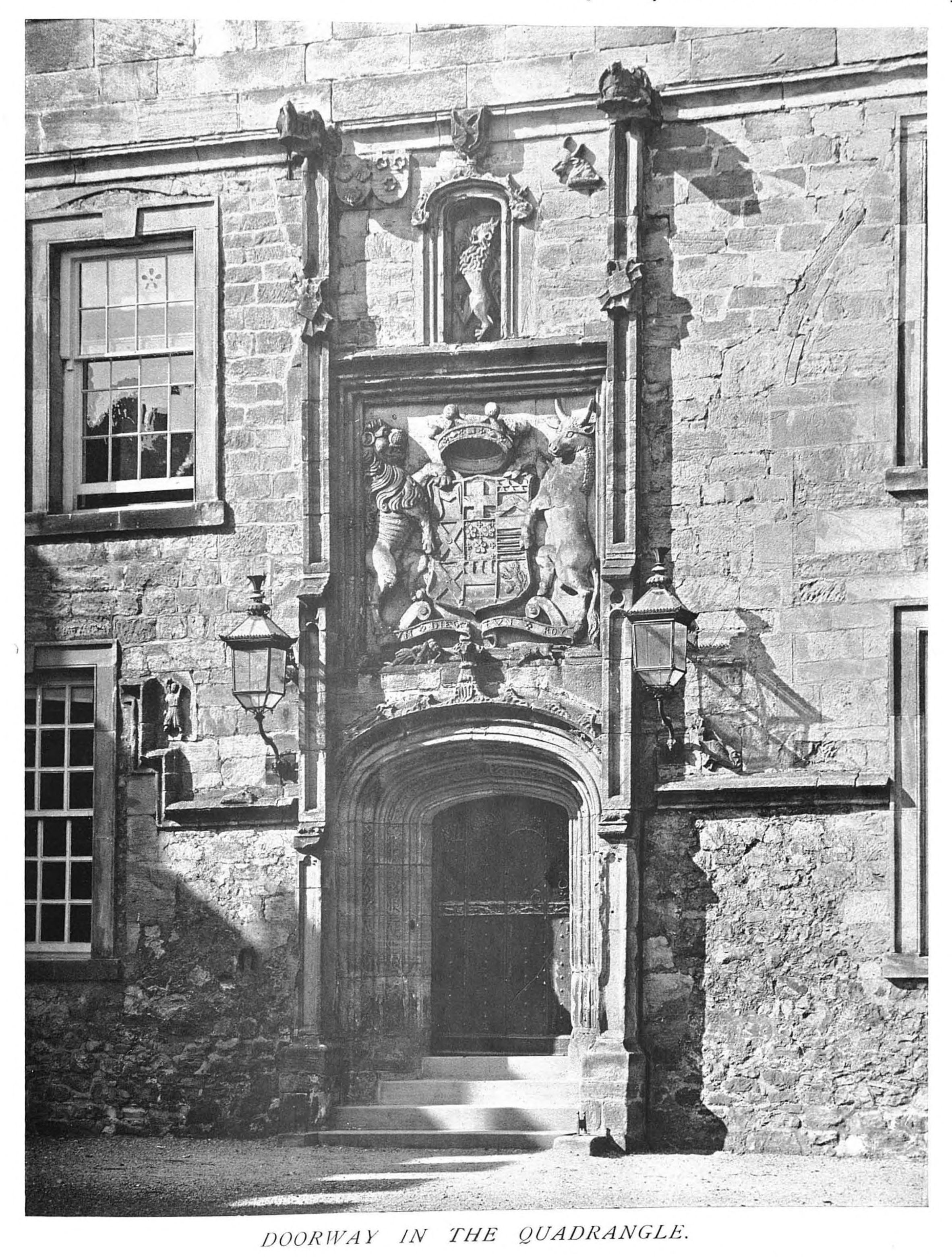
Вход в замок на фотографии 1907 года

После того как в 1811 году был снесён комплекс Киветон, замок Хорнби стал главной резиденцией герцогов Лидских. Так продолжалось до Джорджа Осборна, 9-го герцога Лидского.

### XX век
В 1930 году в замковом комплексе прошла очередная масштабная реконструкция. В ходе работ значительная часть старинных построек оказалась разобрана и снесена. Главные входные двери в замок, созданные в XVI веке сохранились и стали экспонатом музея Баррелла в Глазго.
Дворцово-замковый комплекс, от которого в общем-то осталась только южная часть, был куплен в 1936 году генерал-майором Уолтером Э. Клаттербаком. Позднее он передал имение Роджеру Клаттербаку и его жене Джулии. Супруги восстановили прежний замковый парк и завели на территории поместья небольшое стадо бизонов.

## Описание
Комплекс представляет собой два двухэтажных здания, примыкающих друг к другу под прямым углом. С восточной стороны расположена трёхэтажная массивная башня. Частично сохранились фрагменты зубчатых стен и оборонительных башен. Материалом для зданий комплекса стали песчаник и кирпич. Крыши сделаны из свинца и каменного сланца.

## Современно использование
Замок остаётся частной частной резиденцией и закрыт для свободного посещения.

## Галерея

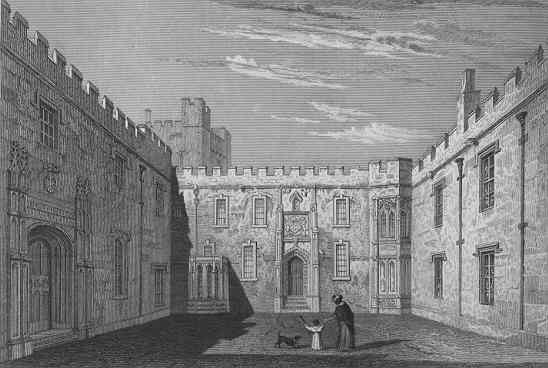
Двор замка на рисунке 1829 года
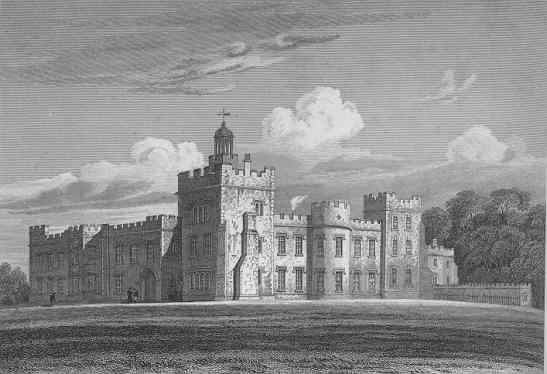
Общий вид замка на рисунке 1829 года
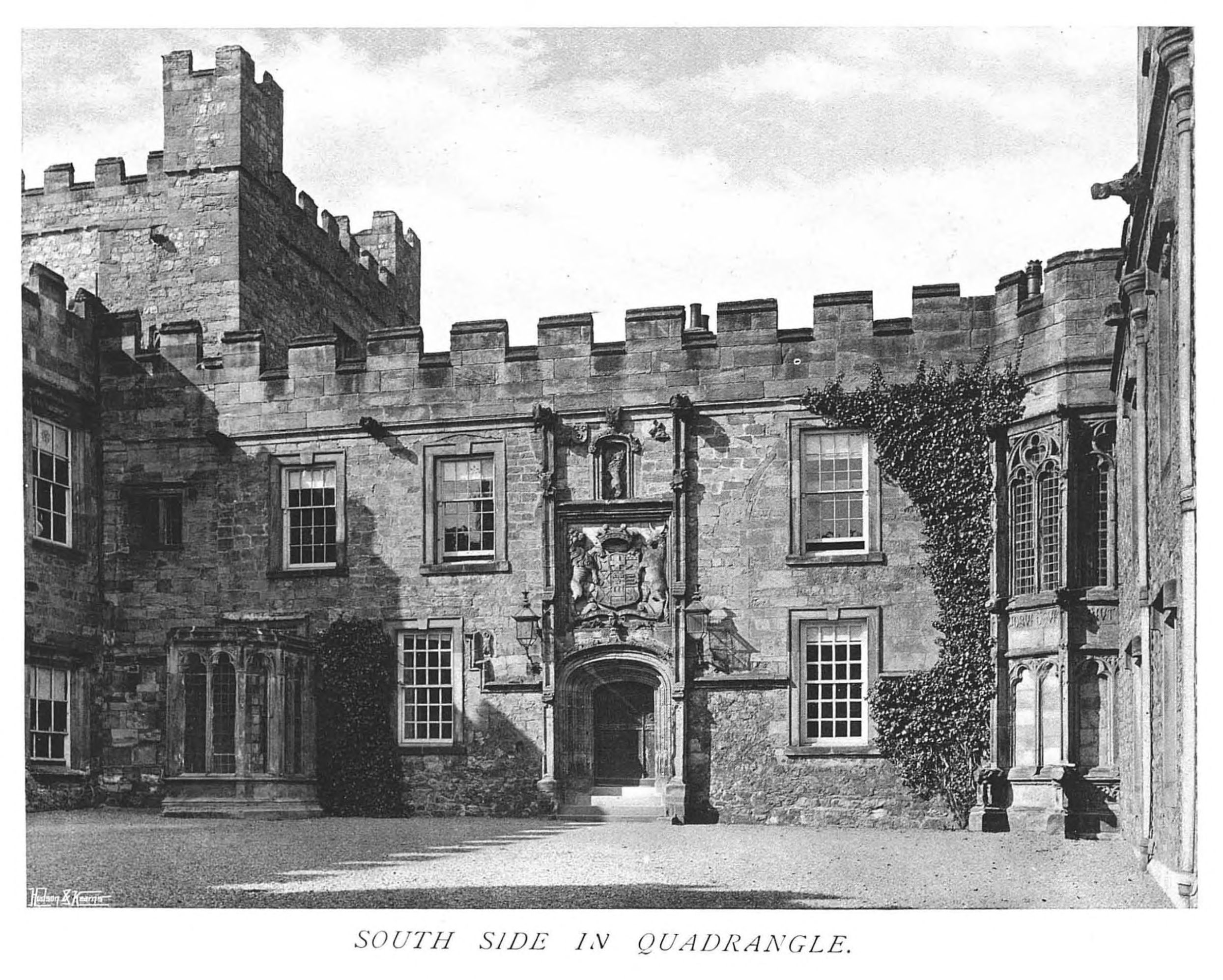
Двор замка на фотографии 1907 года
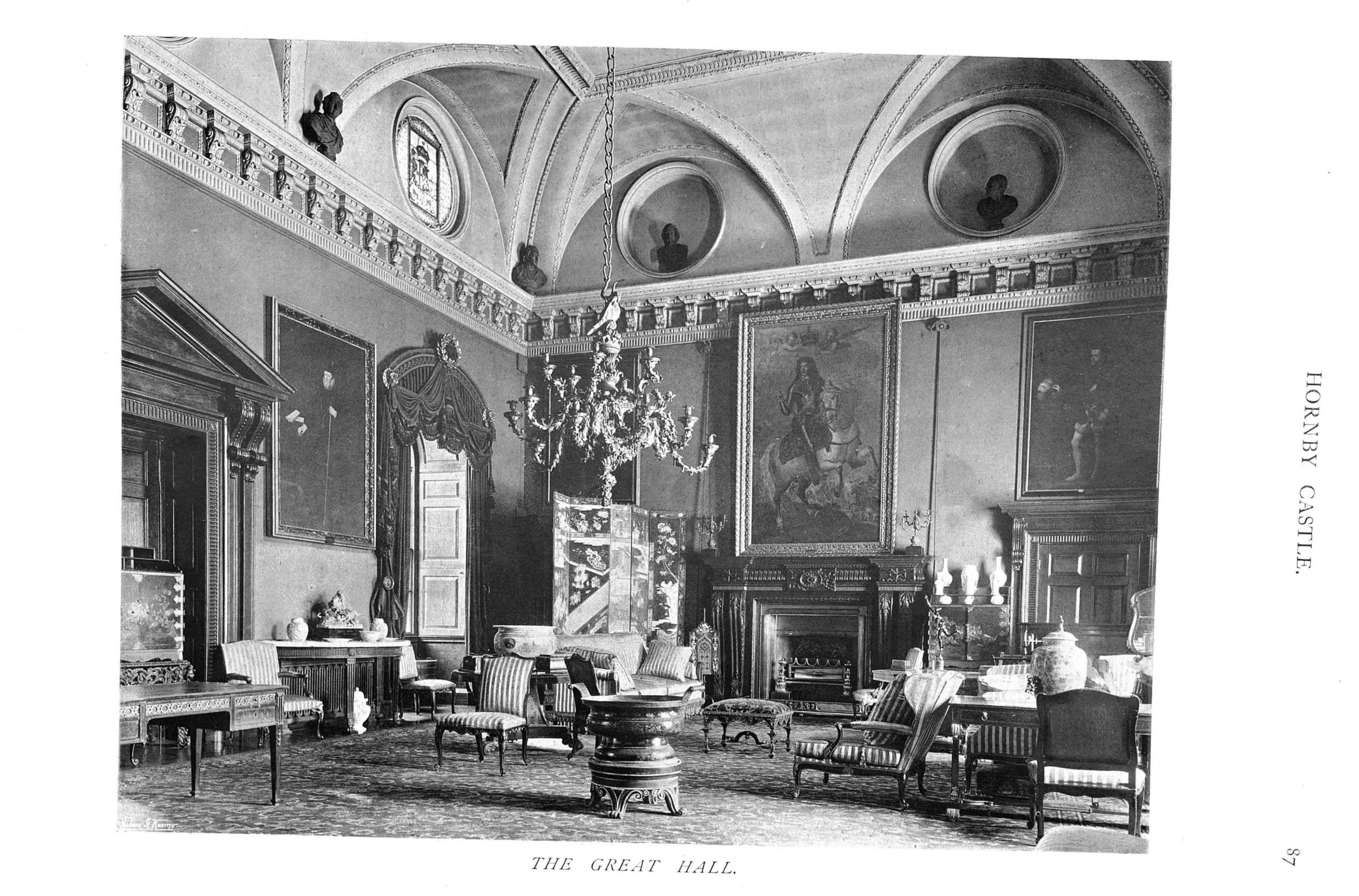
Интерьеры гостиной на фотографии 1907 года
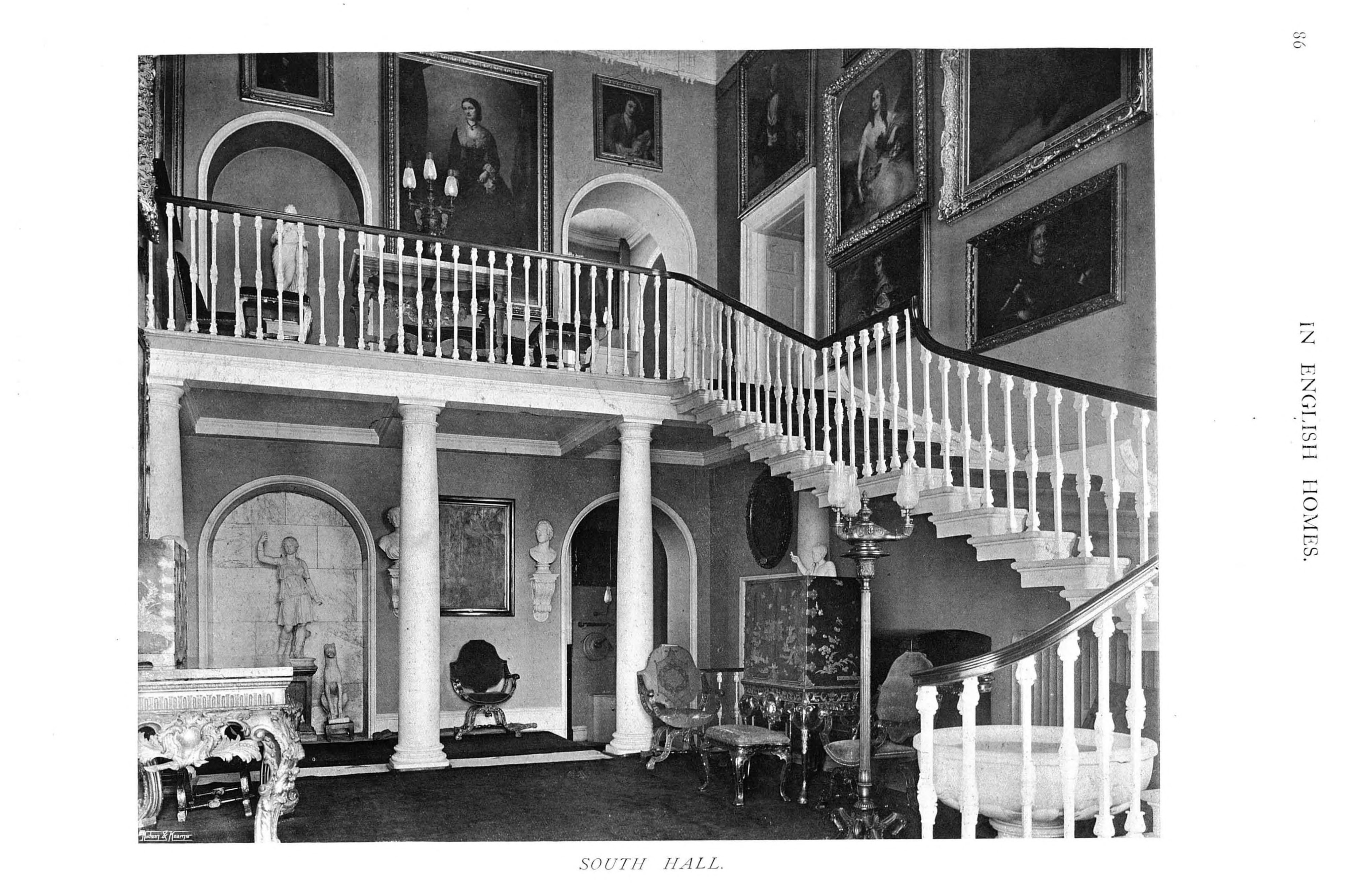
Лестница внутри замка на фотографии 1907 года